# Чорний Горимир Горимирович
Горими́р Горими́рович Чо́рний (* 22 січня 1923, Кам'янець-Подільський — † 6 листопада 2012, Москва) — учений у галузі механіки. Академік Російської академії наук.

## Біографічні відомості
Закінчив 1949 року Московський університет. 
У 1949–1957 роках працював у Центральному інституті авіаційного моторобудування, з 1959 року — у Науково-дослідному інституті механіки Московського університету (у 1960–1992 роках — директор).

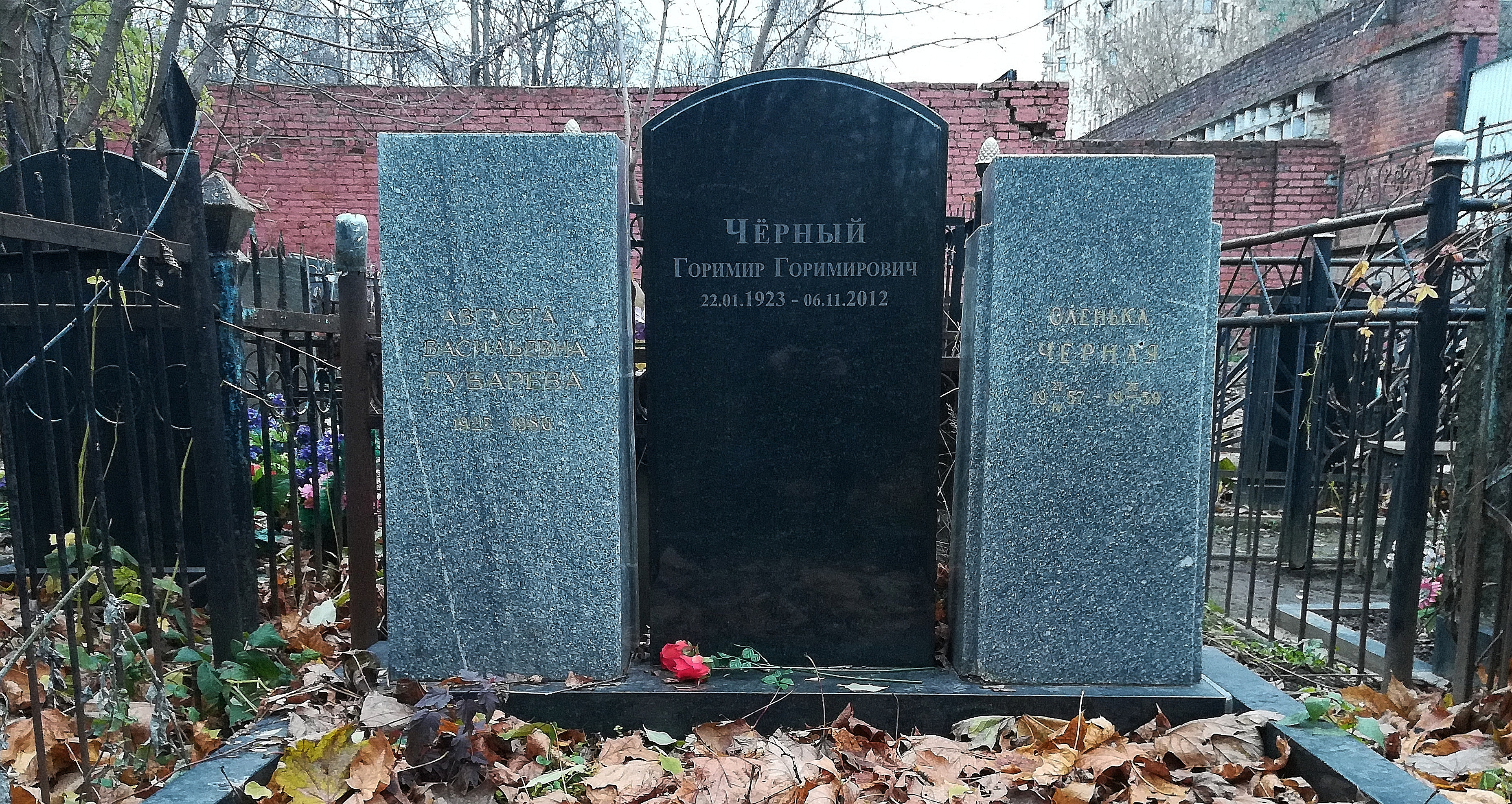
Введенське кладовище

Похований на Введенському кладовищі (17-а ділянка).

## Праці
Основні праці з теоретичної та прикладної аеродинаміки великих швидкостей, теорії детонації і горіння.
Член-кореспондент АН СРСР (від 29 червня 1962 року) — відділення технічних наук (механіка). Академік АН СРСР (від 29 грудня 1981 року) — відділення механіки та процесів управління (теоретична й прикладна механіка, машинобудування та машинознавство).

## Відзнаки і нагороди
Державна премія СРСР (1972, 1978). Премії АН СРСР: ім. М. Є. Жуковського (1957), ім. М. В. Ломоносова (1962), ім. С. О. Чаплигіна (1976).